# Carl Gustaf Sperling
Carl Gustaf Sperling, född 1660, död 13 oktober 1708, var en svensk friherre och militär.

## Biografi
Carl Gustaf Sperling var son till amirallöjtnant friherre Gustaf Sperling och Märta Posse. Han blev student vid Uppsala universitet 1669 samt fänrik vid Livgardet 1678 och löjtnant där 1681. Sperling erhöll 1684 tillstånd att gå i ungersk tjänst och deltog i fälttågen under Nils Bielkes befäl. Han blev kapten vid Livgardet 1688, erhöll 1693 på nytt tillstånd att resa utomlands och deltog i fälttåget i Brabant vid de allierades armé 1695, kom senare till den kungliga armén och deltog i belägringen av Namur. Sperling blev överstelöjtnant vid garnisonsregementet i Wismar och kommendant där 1696 och var 1706–1708 överste och chef för garnisonsregementet i Wismar. Han avled ogift och slöt friherrliga ätten Sperling.